# L'ultimo bufalo
L'ultimo bufalo, o La fine del bufalo (The Last of the Buffalo), è un'opera di Albert Bierstadt, realizzata a olio su tela nel 1888. Albert Bierstadt fu un paesaggista, un membro di spicco della cosiddetta "scuola delle Montagne Rocciose", una branca della scuola del fiume Hudson. L'opera è conservata nella galleria nazionale d'arte di Washington.

## Contesto
All'esposizione universale di Filadelfia del 1876 divenne evidente che i gusti artistici stavano cambiando e che la pittura realista e la scuola di Barbizon avrebbero influenzato l'estetica statunitense. L'ultimo bufalo venne escluso dall'esposizione universale di Parigi del 1889, il che segnò il declino della carriera artistica di Albert Bierstadt. Il comitato di selezione escluse questa tela non perché fosse falsa, ma perché era un'opera troppo grande e perché riteneva che quest'opera non rappresentava l'arte statunitense allora contemporanea.

## Tema dell'opera
Questa tela può essere considerata come una riflessione melancolica sullo sviluppo degli Stati Uniti occidentali. I branchi di bisonti americani erano diminuiti in modo drammatico, a causa della caccia abusiva, fino al punto che questi si erano quasi estinti. Quando questa tela venne esposta, la preoccupazione di alcuni cittadini aveva già portato al lancio di campagne per proteggere questi animali. In più, la maggior parte dei nativi nordamericani degli Stati Uniti occidentali erano stati costretti a ritirarsi nelle riserve indiane. In questa tela Albert Bierstadt offriva una versione idealizzata di un'America del Nord che non esisteva più, e in qualche modo annunciava l'estinzione imminente dell'estetica del sublime statunitense.

## Analisi

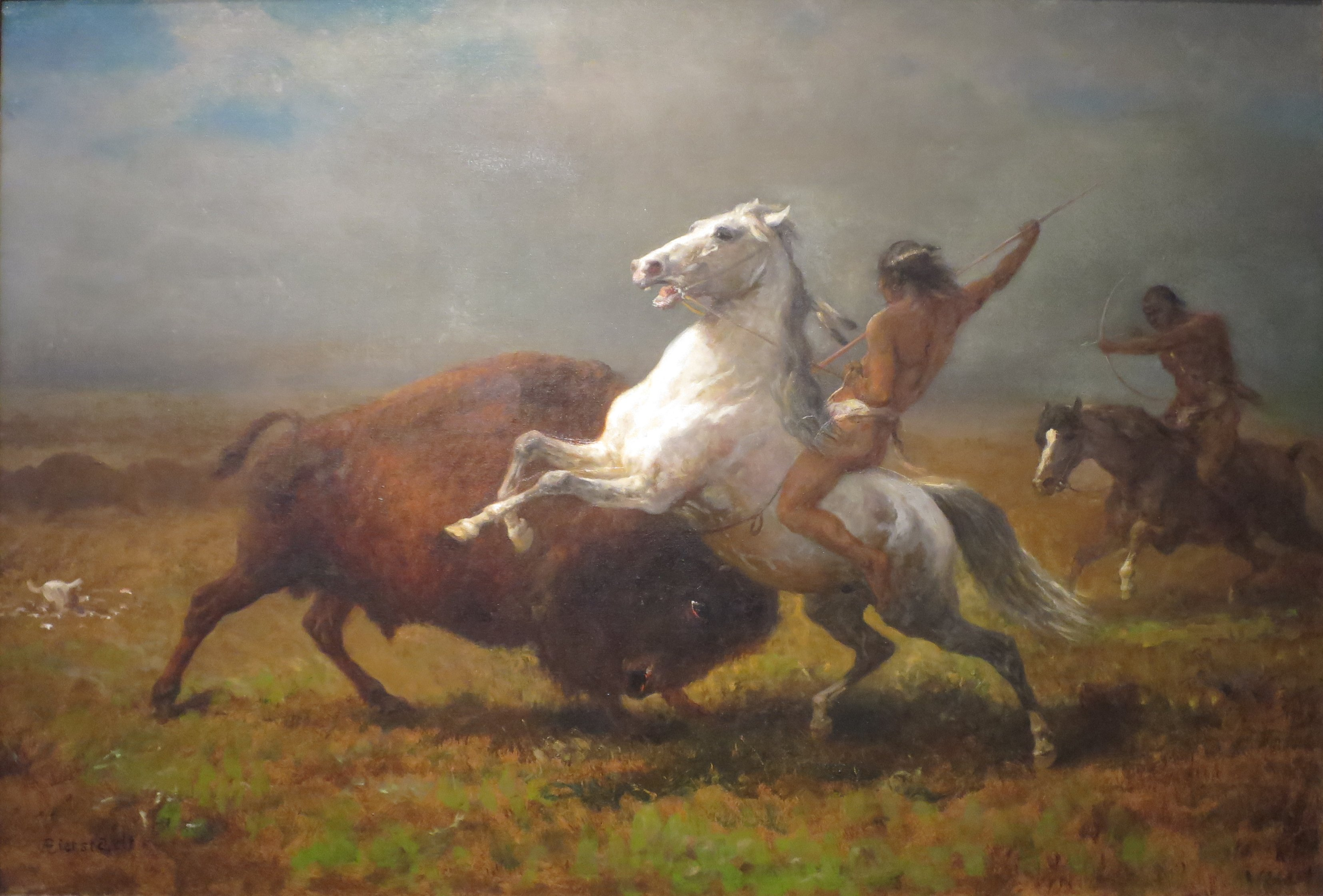
Uno studio a olio per il gruppo centrale della composizione.

L'ultimo bufalo è l'ultima tela di grandi dimensioni di Albert Bierstadt. Questo dipinto ambizioso combina una varietà di elementi che l'artista aveva abbozzato durante le sue spedizioni verso occidente. In primo piano, in un prato secco, sono ritratti alcuni bisonti morti o feriti, mentre sullo sfondo quelli vivi attraversano un fiume ampio. Degli altri pascolano in lontananza, dove il paesaggio si trasforma in prati, colline ondulate, mese e picchi innevati. Il paesaggio fertile ospita anche una profusione di vita selvatica, inclusi cervi, coioti, antilocapre, volpi, un sivilago orientale e, in basso a sinistra, un cane delle praterie. Molti di questi animali si voltano ad osservare un gruppo formato da un nativo a cavallo che sta attaccando un bisonte, l'unico della mandria rimasto a fronteggiarlo.
In contrasto con la rappresentazione minuziosa della fauna e del paesaggio, questo scontro e lo sfondo con le mandrie di bisonti sono una mera idealizzazione romantica, e non una rappresentazione della vita vera nelle grandi pianure dell'epoca. Inoltre, i nativi sono raffigurati in modo più aggressivo rispetto a quelli presenti negli altri dipinti dell'artista: in quei quadri gli amerindi erano un tutt'uno con l'ambiente che li circondava, mentre qui sono raffigurati mentre attaccano spietatamente dei bisonti, come se la loro caccia fosse stata la causa principale del massacro di questi animali, quando in realtà i maggiori responsabili furono i coloni bianchi.